# Бельгард-сюр-Вальсерин
Бельгард-сюр-Вальсерин (фр. Bellegarde-sur-Valserine) — коммуна во французском департаменте Эн, округа Нантюа, кантона Бельгард-сюр-Вальсерин.

## Географическое положение
Бельгард-сюр-Вальсерин лежит на высоте 350 м над уровнем моря, в 30 км юго-западнее города Женева, на краю гор Юры. Коммуна расположена в долине, на месте впадения реки Вальсерин в Рону, которая делает здесь резкий поворот на юг. Недалеко от коммуны расположена крупная гидроэлектростанция.
К городу относится еще несколько деревень, хуторов и подворий.

## История
Уже при римлянах территория города на излучине Роны имела важное стратегическое значение. Вероятно, здесь находилось небольшое поселение.
В средние века здесь существовало уже несколько деревень, но Бельгард все еще оставался маленьким хутором. Ситуация резко изменилась с появлением здесь железнодорожной ветки Лион-Женева в 1853—1858 годах. Декретом императора Наполеона III от 6 декабря 1858 года община была переименована в Бельгард. Начиная с середины XIX века вдоль Роны возникло много фабрик, связанных с использованием воды, прежде всего это были прядильни, бумажные фабрики и лесопилки. Строительство гидроэлектростанции в 1883 году на Вальсерине сделало Бельгард одним из первых населенных пунктов Франции, имевших электрическое освещение. Таким образом, бывший хутор стремительно вырос в промышленный город, чье развитие продолжалось до начала Второй мировой войны. С 1815 года Бельгард являлся также пограничной зоной. После строительства плотины для гидроэлектростанции на Роне в 1948 году был затоплен популярный туристический аттракцион на месте падения реки из долины, что привело к оттоку желающих посетить город.
18 октября 1956 года Бельгард переименован в Бельгард-сюр-Вальсерин.  

## Достопримечательности
У промышленного города не так много достопримечательностей. Это несколько церквей и местный замок. К северу от Бельгард-сюр-Вальсерина река Вальсерин падает в узкое ущелье, образуя водопад.

## Экономика и промышленность
Бельгард-сюр-Вальсерин — крупный промышленный город. Производство и переработка пластика, текстильная и пищевая промышленность, точная механика, типографии, производство упаковки.

## Культура
С 1995 года в городе ежегодно проводится «Комик-Фестиваль», есть театр имени Жанны д`Арк.

## Города-побратимы
- Бреттен, Германия
- Сен-Кристоф, Италия